# Ryuto Kito
Ryuto Kito (紀藤 隆翔 Kito Ryuto?, Mie, 14 de agosto de 1998) es un exfutbolista japonés que jugaba como centrocampista.

## Trayectoria
En 2017 se unió al Giravanz Kitakyushu.

### Clubes
| Club                 | País  | Año       |
| -------------------- | ----- | --------- |
| Giravanz Kitakyushu  | Japón | 2017-2019 |
| Suzuka Point Getters | Japón | 2020-2022 |